# Autreville-sur-Moselle
Autreville-sur-Moselle is een gemeente in het Franse departement Meurthe-et-Moselle (regio Grand Est) en telt 298 inwoners (2005). De plaats maakt deel uit van het arrondissement Nancy.

## Geografie
De oppervlakte van Autreville-sur-Moselle bedraagt 4,5 km², de bevolkingsdichtheid is 66,2 inwoners per km².
De onderstaande kaart toont de ligging van Autreville-sur-Moselle met de belangrijkste infrastructuur en aangrenzende gemeenten.

## Demografie
De figuur toont het verloop van het inwonertal (bron: INSEE-tellingen).